# Sigmaringa
Sigmaringa (em alemão Sigmaringen) é uma cidade da Alemanha localizada no distrito de Sigmaringen, região administrativa de Tubinga, estado de Baden-Württemberg.

## Património
- Castelo de Sigmaringa - Aqui viveu de 1861 a 1913, a portuguesa D. Antónia de Bragança, mãe do primeiro rei da Roménia, Fernando I da Romênia.